# Division Siliwangi

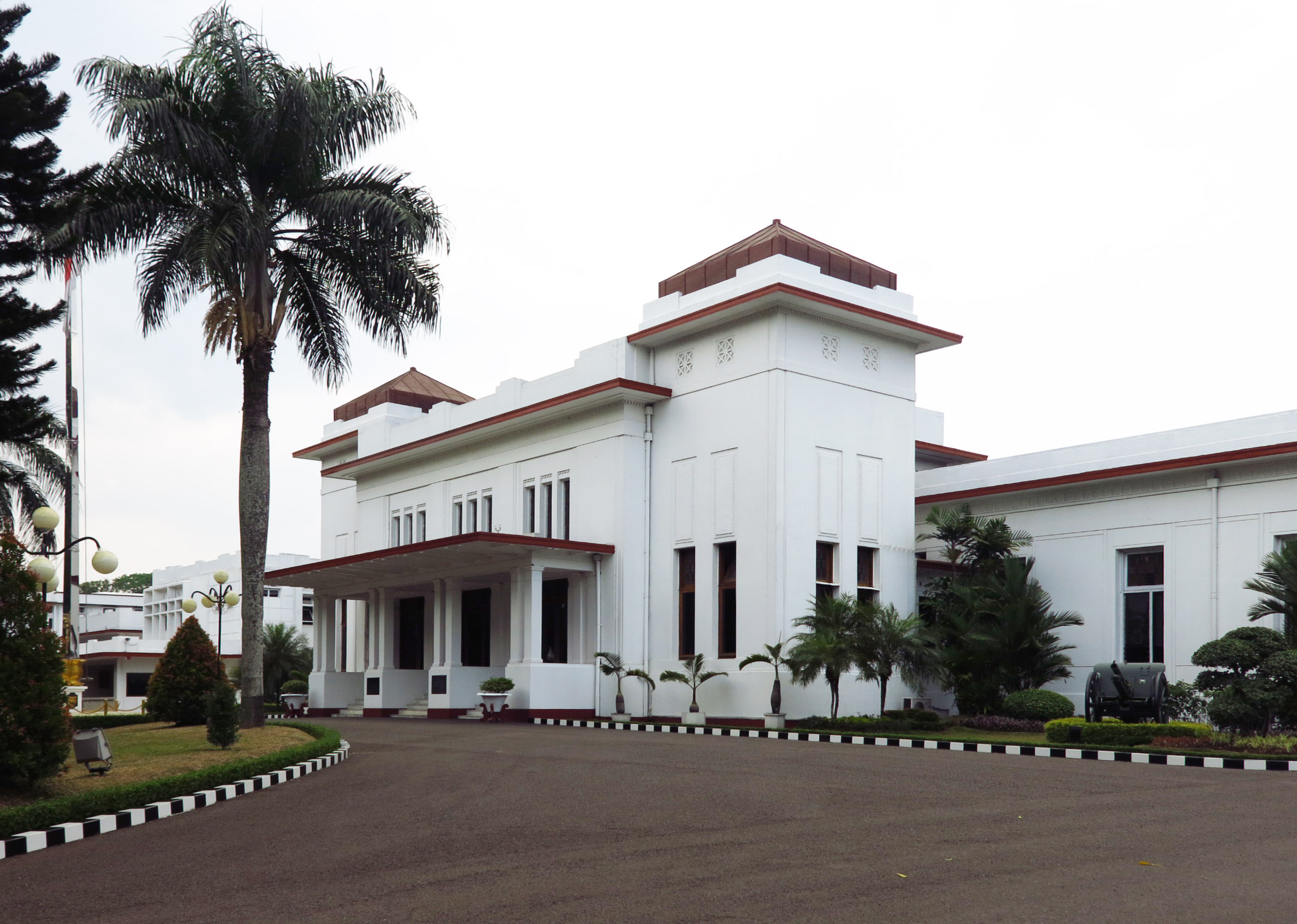
Quartier général de la région militaire Siliwangi à Bandung

La division Siliwangi était une unité de l'armée de terre indonésienne basée à Bandung dans la province de Java occidental. Elle portait le nom de Siliwangi, souverain légendaire du royaume sundanais de Pajajaran.

## Histoire
Cinq jours après la proclamation de l'indépendance de l'Indonésie (17 août 1945), le gouvernement de la jeune république, prévoyant un retour des Néerlandais dans leur ancienne colonie (occupée par les Japonais depuis 1942), crée un "corps de sécurité du peuple" (Badan Keamanan Rakyat). Le nom de ce corps est ensuite changé en "armée de sécurité du peuple" (Tentara Keamanan Rakyat).
Le premier ministre socialiste Sjahrir, qui avait dirigé la résistance souterraine pendant l'occupation japonaise, avait déclaré la nécessité d'écarter des postes de responsabilités, y compris militaires, les individus qui avaient collaboré avec l'occupant. Lui et le ministre de la Défense, Amir Sjarifuddin, autre dirigeant de la résistance anti-japonaise, décident de créer une unité d'élite dont les officiers n'auraient pas été formés par les Japonais mais par les Néerlandais avant la guerre. C'est la division Siliwangi. Siliwangi interviendra contre une tentative de coup d'État contre le gouvernement de Sjahrir en juin 1946 à Yogyakarta, où le gouvernement indonésien s'était installé en janvier, les Néerlandais ayant réinvesti Jakarta.
En janvier 1948, la toute jeune république d'Indonésie signe avec les Pays-Bas, qui veut récupérer son ancienne colonie, l'accord du Renville. Au terme de cet accord, les trois divisions indonésiennes de l'ouest de l'île de Java, dont Siliwangi, doivent évacuer Java occidental au profit des Néerlandais. Elles sont unifiées en une seule, avec son quartier général à Tasikmalaya à l'est de Bandung, la capitale de la province de Java occidental. Cette division entame une marche de repli vers le centre de Java.
Lorsqu'en décembre 1948, les troupes néerlandaises, violant l'accord, lancent une attaque sur Yogyakarta, qu'ils nomment "Opération Kraai", Siliwangi opère une nouvelle retraite dans l'autre sens, s'installant à Java occidental. De ce terrain familier, l'unité mène des opérations de guérilla.
Siliwangi participera également à la répression de deux insurrections, celle du Darul Islam, mouvement séparatiste qui lutte pour l'instauration d'un État islamique en Indonésie, et, sous le commandement de Abdul Haris Nasution, celle de l'affaire de Madiun impliquant le Parti communiste indonésien.
Après la reconnaissance formelle de l'Indonésie par les Pays-Bas en 1949, les divisions de l'armée indonésienne seront, soit démobilisées, soit transformées en "commandements de région militaire" ou Komando Daerah Militer ("Kodam"). Siliwangi devient ainsi le Kodam III/Siliwangi.
Jusqu'en 1960, les commandants de Siliwangi avaient le grade de colonel ou lieutenant-colonel. Depuis, ils portent le grade de major général (équivalent de "général de division").
Lors du mouvement du 30 septembre 1965 en Indonésie, un certain major général Soeharto prendra la tête d'unités de Siliwangi pour réprimer le mouvement.

## Unités
Le Kodam III/Siliwangi couvrent les unités suivantes :
- La 15e brigade d'infanterie "Kujang II", basée à Cimahi (à l'ouest de Bandung) et constituée de 3 bataillons : les bataillons 300, 310 et 312;
- Les bataillons d'infanterie 301 (basé à Sumedang), 303 (Garut), 315 (Bogor) et 320 (Serang);
- Un bataillon de cavalerie;
- Un bataillon du génie;
- Deux bataillons de défense anti-aérienne;
- Deux bataillons d'artillerie de campagne.